# Reggenza di Bangka Occidentale
La reggenza di Bangka Occidentale o reggenza di Bangka Barat è una reggenza (in indonesiano: kabupaten) dell'Indonesia, situata nella provincia di Bangka-Belitung.
Il capoluogo della reggenza è Mentok.